# Pfarrhaus (Sulzthal)

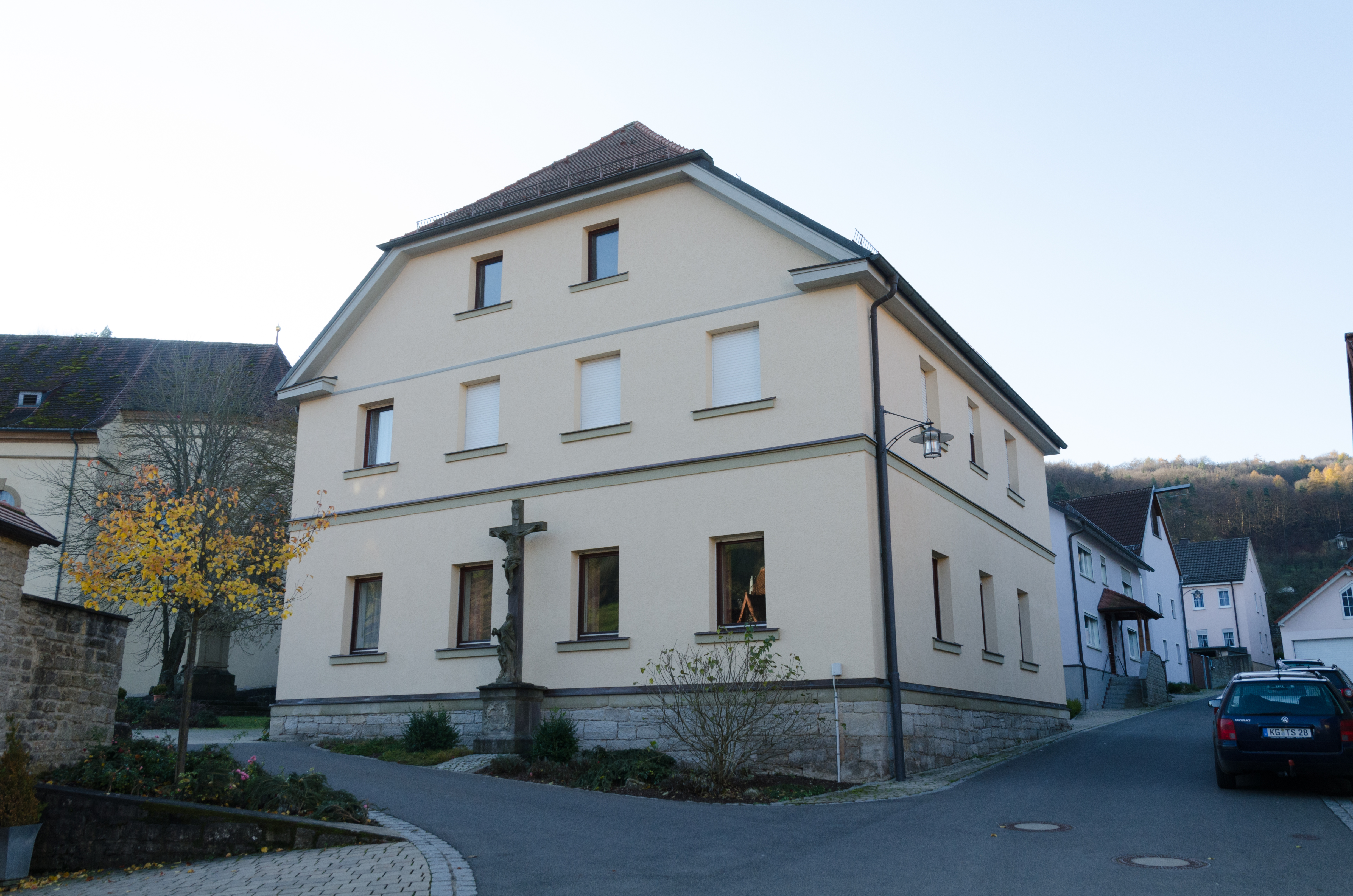
Das Pfarrhaus in Sulzthal

Das  Pfarrhaus in Sulzthal, einer Gemeinde im unterfränkischen Landkreis Bad Kissingen, wurde in den Jahren 1822 bis 1823 als Schulhaus errichtet. Im Jahr 1972 wurde es zum Pfarrhaus. Es hat die Adresse Buggasse 7 und ist ein geschütztes Baudenkmal.
Das verputzte zweigeschossige Gebäude mit Sichtsteinsockel besitzt drei zu vier Fensterachsen und ein Halbwalmdach. Vor dem Gebäude ist ein Kruzifix aufgestellt.